# كاسوغاي (آيتشي)
كاسوغاي مدينة تقع ضمن محافظة آيتشي في اليابان، تأسست في 6/1/1943، بلغ عدد تعداد سكانها في 1 يناير – 2008 حوالي 300713 مساحتها الإجمالية حوالي 92.71 كم٢ لتصبح كثافة سكانها 3244 نسمة لكل كيلو متر مربع.

## معرض صور

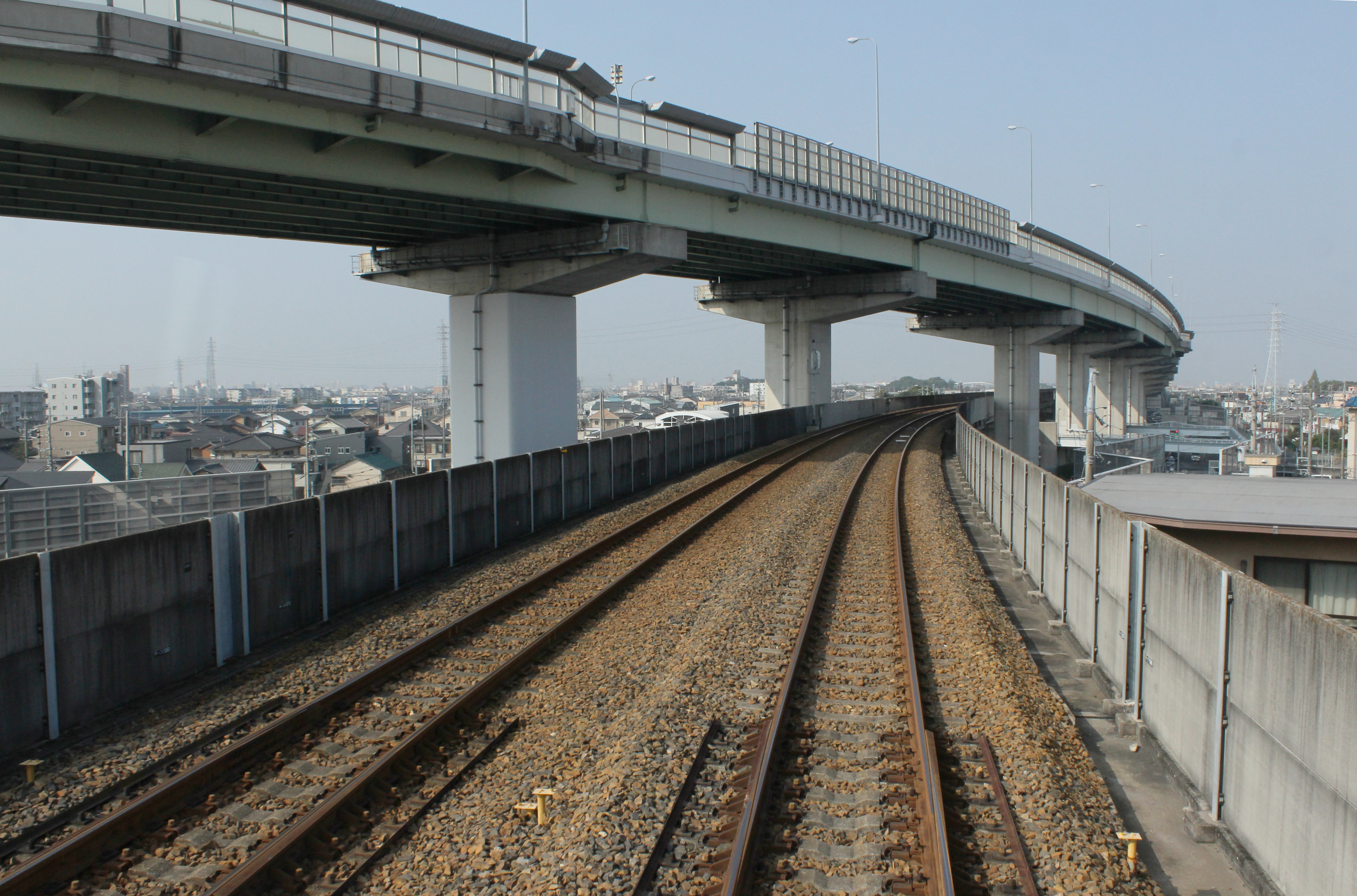
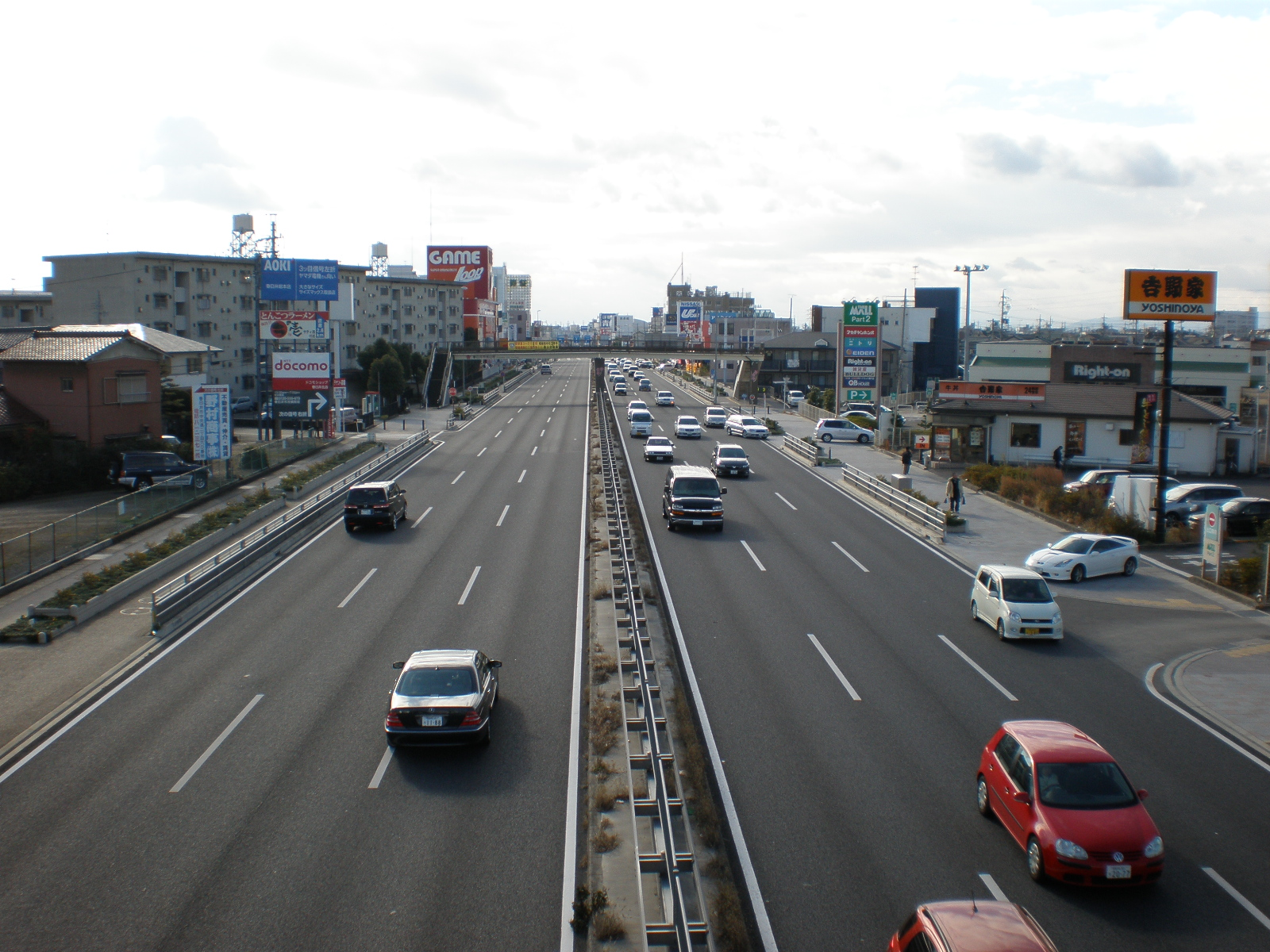
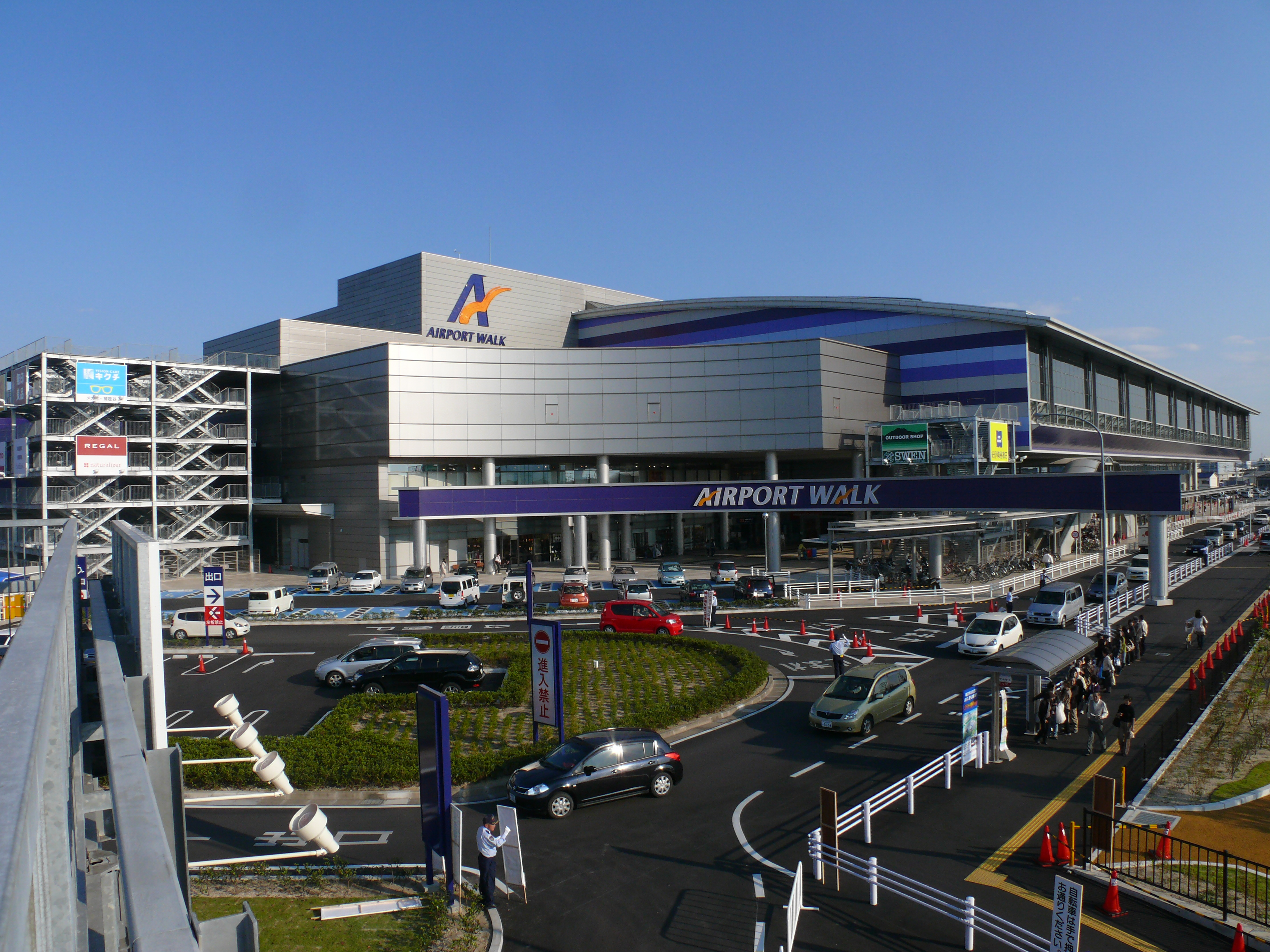
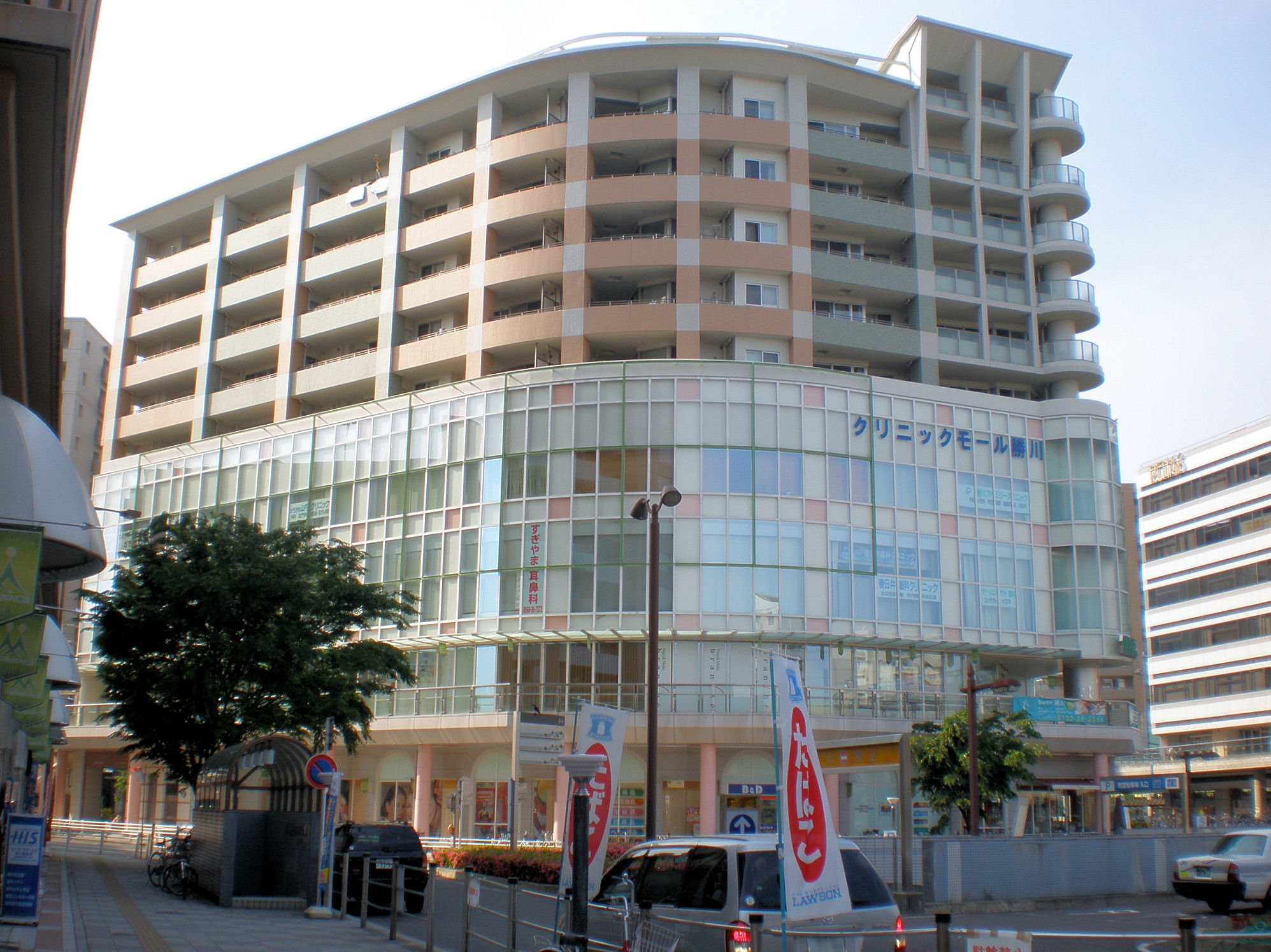
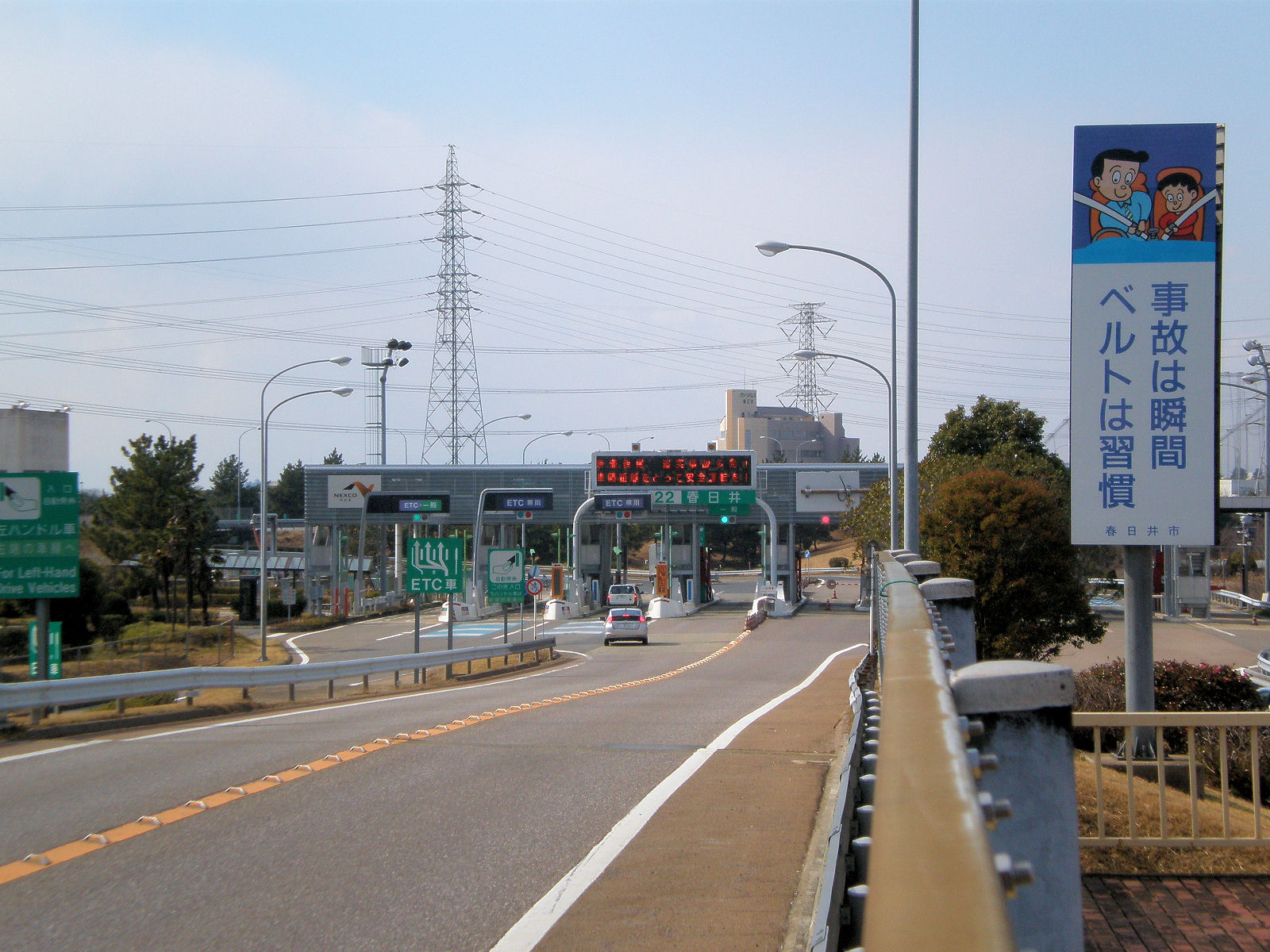

## أعلام
- أياكو ماتسومورا
- يويتشي كاميمارو
- كوكي سوغيموري
- ساتوشي شيكي
- ايجي أوكودا